# Perissomastix bifurcatella
Perissomastix bifurcatella är en fjärilsart som beskrevs av Petersen 1957. Perissomastix bifurcatella ingår i släktet Perissomastix och familjen äkta malar.
Artens utbredningsområde är Tunisien. Inga underarter finns listade i Catalogue of Life.